# Mörkbent kamklobagge
Mörkbent kamklobagge (Allecula rhenana) är en skalbaggsart som beskrevs av Bach 1856. Mörkbent kamklobagge ingår i släktet Allecula, och familjen svartbaggar. Enligt den svenska rödlistan är arten sårbar i Sverige. Arten förekommer i Götaland och Öland. Artens livsmiljö är skogslandskap, jordbrukslandskap.